# Star Trek: Do neznáma
Star Trek: Do neznáma (v anglickém originále Star Trek Beyond) je sci-fi film z nové filmové série na motivy světa Star Treku. Pro studio Paramount Pictures jej natáčel Justin Lin, který převzal režii série po J. J. Abramsovi. Ten se na filmu podílel produkčně, zatímco se ujal režie „konkurenčního“ sci-fi spektáklu Star Wars: Síla se probouzí. Ústřední dvojici kapitána lodi Enterprise Jamese T. Kirka a prvního komandéra Spocka opět ztvárnili Chris Pine a Zachary Quinto. Do amerických kin byl snímek uveden tři roky po předchozím snímku Star Trek: Do temnoty a v roce 50. výročí vzniku světa Star Treku, 22. července 2016. Česká premiéra proběhla 18. srpna 2016.

## Obsazení
| Chris Pine     | kapitán James T. Kirk, velící důstojník hvězdné lodi Enterprise |
| Zachary Quinto | komandér Spock, první a vědecký důstojník                       |
| Karl Urban     | nadporučík Leonard McCoy, šéflékař                              |
| Simon Pegg     | nadporučík Montgomery Scott, druhý důstojník a šéfinženýr       |
| Zoe Saldana    | poručík Nyota Uhura, komunikační důstojník                      |
| John Cho       | poručík Hikaru Sulu, kormidelník                                |
| Anton Yelchin  | praporčík Pavel Čechov, navigační důstojník                     |
| Sofia Boutella | Jaylah                                                          |
| Idris Elba     | Krall / kapitán Balthazar Edison                                |

Herec Anton Yelchin, představitel praporčíka Pavla Čechova, zemřel při autonehodě několik týdnů před uvedením filmu do amerických kin. Producent J. J. Abrams poté prohlásil, že nechce Čechova pro další film přeobsazovat a že raději najde způsob, jak postavu ve scénáři nahradit.

## Marketing a uvedení
V srpnu 2014 byl oznámen záměr společnosti Paramount Pictures uvést film v roce 2016, u příležitosti 50. výročí původního televizního sci-fi seriálu Star Trek. V prosinci téhož roku bylo ohlášeno zamýšlené datum premiéry 8. července 2016. V září 2015 pak bylo posunuto na 22. července 2016.
Česká premiéra byla nejprve ohlášená na 28. července 2016. Později bylo datum opraveno na 18. srpna.
První trailer k filmu unikl bez předchozího ohlášení už v polovině prosince 2015. Další byl pak oficiálně vydán v květnu 2016.

## Přijetí
V průběhu premiérového víkendu v téměř 4 tisících amerických kin vydělal film na tržbách přes 59 milionů dolarů. Tím obsadil první příčku před reprízovaným animákem Tajný život mazlíčků (The Secret Life of Pets) s 29,6 miliony, oběma dalšími nejambicióznějšími premiérami týdne: hororem Zhasni a zemřeš (Lights Out) i pátým pokračováním prehistorické animované série Doba ledová: Mamutí drcnutí (Ice Age: Collision Course), oběma s více než 21milionovými tržbami. Na páté příčce je ještě stíhal reprízovaný komediální sci-fi reboot Krotitelé duchů (Ghostbusters), který rovněž těsně překročil 21milionovou hranici. Oproti předchozímu filmu série Star Trek: Do temnoty se 70milionovým nástupem do kin se však jednalo v případě tohoto snímku o 15% pokles a dosud nejslabší nástup z celé obnovené filmové série. Očekávalo se však, že by to mohly vynahradit zahraniční tržby zejména v Latinské Americe a v Asii, zatímco celkové domácí tržby byly předem odhadovány na částku kolem 180–200 milionů. Jeho produkční rozpočet přitom dosáhl asi 185 milionů dolarů. Týž víkend jako na domácím trhu byl snímek premiérově uveden také ve Velké Británii, kde odhadované tržby dosáhly v přepočtu 6,1 milionu dolarů, i v Německu s 4,5 milionu nebo v Rusku s 3,3 milionu dolarů. V německých i ruských kinech přitom obsadil v návštěvnosti první příčku, v britských druhou.
Druhý víkend již na domácím trhu snímek v návštěvnosti předběhl premiérový akční Jason Bourne s utrženými 59 miliony dolarů a těsně za Star Trek se zavěsila rovněž premiérově uvedená komedie Matky na tahu (Bad Moms) s 23,8 miliony. Star Trek: Do neznáma tak zůstal nejnavštěvovanějším reprízovaným filmem víkendu 29.–31. července a utržil téměř 24,8 milionu dolarů.

## Pokračování
Ještě před uvedením snímku do kin, v červenci 2016, produkce oznámila záměr natočit v pořadí již čtvrtý film této restartové série.